# ۱۳ (آلبوم بلک سبث)
۱۳ یک آلبوم از بلک سبث است که در ۱۰ ژوئن ۲۰۱۳ منتشر شد. این آلبوم از لحاظ بازگشت آزی پس از ۳۵ سال از آخرین آلبوم استودیویی‌شان (Never Say Die) به گروه حائز اهمیت است.
این آلبوم در چارت‌های نروژ، آلمان، آمریکا، دانمارک، سوئد، سوئیس، نیوزلند، بریتانیا، کانادا در رتبه اول و در چارت‌های ایتالیا، والونیا، ایرلند، استرالیا، اسپانیا، لهستان، فنلاند، فلاندرز، پرتغال، اتریش، یونان، جزو ده آلبوم اول قرار گرفت. این آلبوم توسط سه عضو اصلی گروه یعنی تونی آیومی، آزی آزبورن و گیزر باتلر به همراه برد ویلک، درامر گروه ریج اگینست د ماشین اجرا و ضبط شد(بیل وارد، درامر اصلی و عضو چهارم گروه در سال ۲۰۱۲ اعلام کرده بود که قادر به همراهی گروه نیست). چند تِرَک باقیمانده از آلبوم ۱۳ در آخرین آلبوم گروه به نام The End با اجرای همین اعضا منتشر شد. (فقط درام اجراهای استودیویی آلبوم The End توسط برَد ویلک اجرا شده‌است و درامر اجراهای زنده تامی کلوفتوس می‌باشد)